# Lerchea micrantha
Lerchea micrantha är en måreväxtart som först beskrevs av Emmanuel Drake del Castillo, och fick sitt nu gällande namn av Hsien Shui Lo. Lerchea micrantha ingår i släktet Lerchea och familjen måreväxter.
Artens utbredningsområde är Vietnam. Inga underarter finns listade i Catalogue of Life.